# Cäcilienstraße 62 und 64 (Heilbronn)

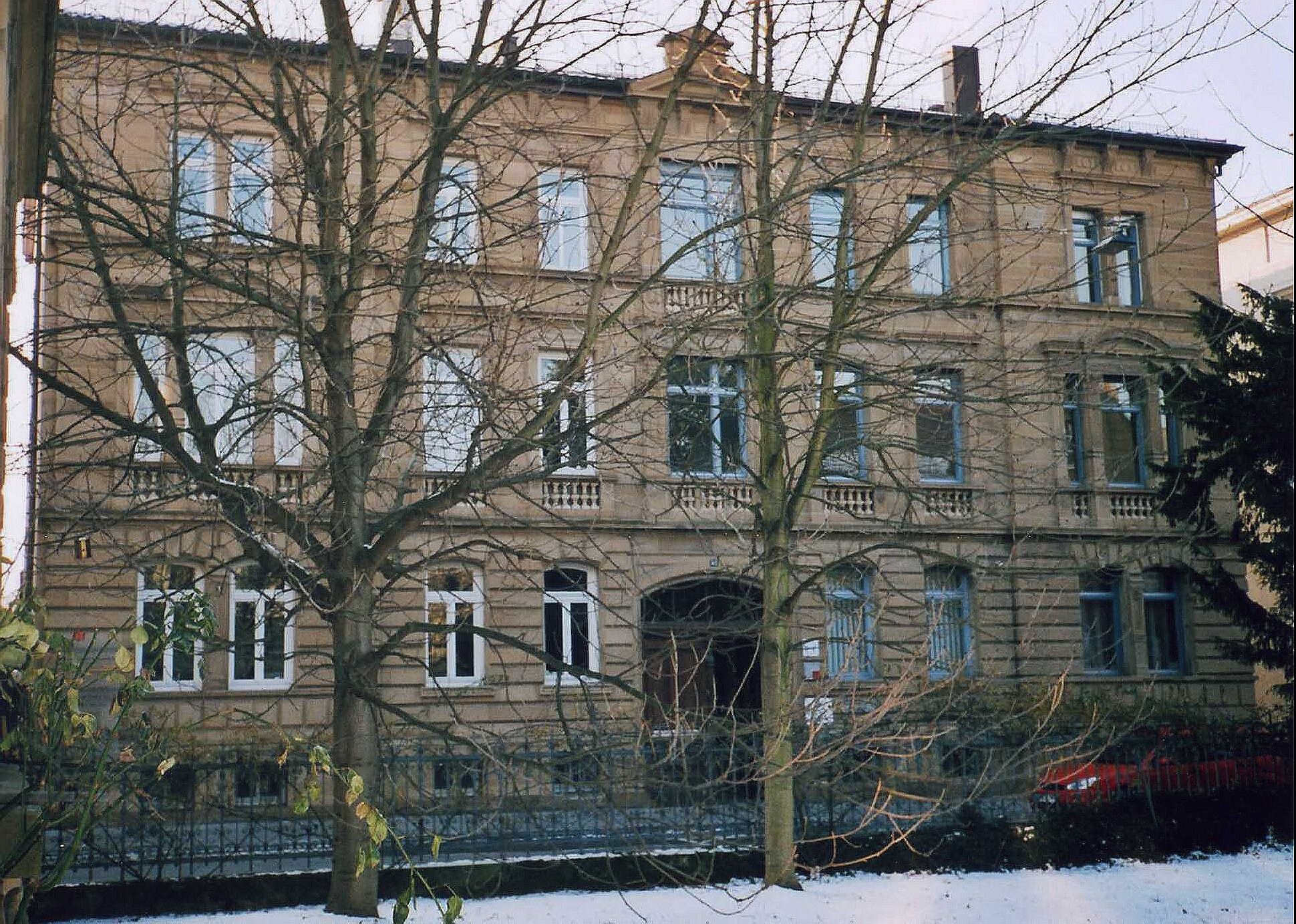
Das Doppelhaus Cäcilienstraße 62 und 64

Das Doppelhaus Cäcilienstraße 62 und 64 ist ein historisches Gebäude und Kulturdenkmal in Heilbronn.

## Lage
Das Wohnhaus liegt an der Cäcilienstraße im Süden der Heilbronner Innenstadt nahe der historischen Landstraße nach Stuttgart. Die Cäcilienstraße verläuft von Ost nach West und quert dabei die Wilhelmstraße. Sie wurde angelegt, nachdem die Stadtbefestigung 1809 niedergelegt und die Vorstädte gemäß den Plänen von Louis de Millas errichtet wurden. Den Blickpunkt der Cäcilienstraße bildet die Villa von Rauch. Auf der Südseite der Cäcilienstraße zwischen der Querung der Urbanstraße und der Querung der Wilhelmstraße befinden sich historische Gebäude, wobei laut Denkmaltopographie „insbesondere die […] Werksteinbauten des Werksteinmeisters Christian Zillhardt das Straßenbild prägen“. Das Doppelhaus Cäcilienstraße 62 und 64 gehört neben dem Haus Cäcilienstraße 60 zu einem der beiden das Straßenbild prägenden Gebäude.

## Geschichte
Das Gebäude wurde als Doppelwohnhaus „für höhere Ansprüche“ im Jahre 1875 durch den Werkmeister Christian Zillhardt erbaut. Das Haus verfügte bei seiner Fertigstellung über 6-Zimmer-Wohnungen.
Ebenso nach Plänen von Christian Zillhardt wurden das Haus Cäcilienstraße 60 (1870), die Villa Faißt (1873) und das Haus Bahnhofstraße 27 (1874) errichtet.
1950 gehörte Nr. 62 dem Musikverleger Friedrich Dreher, Nr. 64 der Witwe Anna Schmidt. In Nr. 62 war die Geschäftsstelle des Haus- und Grundbesitzervereins und die Musikalienhandlung C. F. Schmidt, außerdem hatten die Rechtsanwälte Sihler darin Büros und die Seilerei Viktor Frey hatte Lager- und Büroräume. In Nr. 64 waren Büros des Stadtmessungsamtes und der Gebäudebrandversicherung. 1961 gehörte Nr. 62 weiterhin Musikverleger Dreher, Nr. 64 aber nun dem Juristen Martin Dachselt. In Nr. 62 befanden sich neben der Praxis der Augenärztin Hedwig Neukamm und einem Lager des Möbelhauses Hagner Wohnungen, Nr. 64 war zu Wohnzwecken vermietet.

## Beschreibung
Besonders erwähnt werden die Vertikalen, also die Seitenrisalite und die Mittelachse, die laut Denkmaltopographie „kunsthandwerklich und gestalterisch betont“ sind.
Seitenrisalite

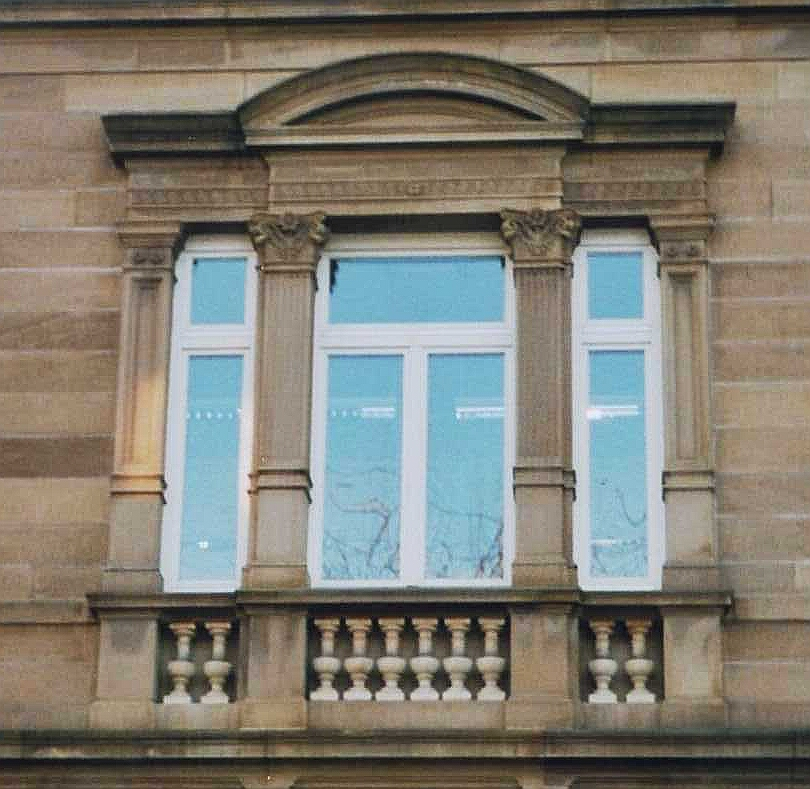
Eine Dreier-Fenstergruppe mit zwei Pfosten, segmentbogenartigem Ziergiebel und Gesims als Fensterverdachungen

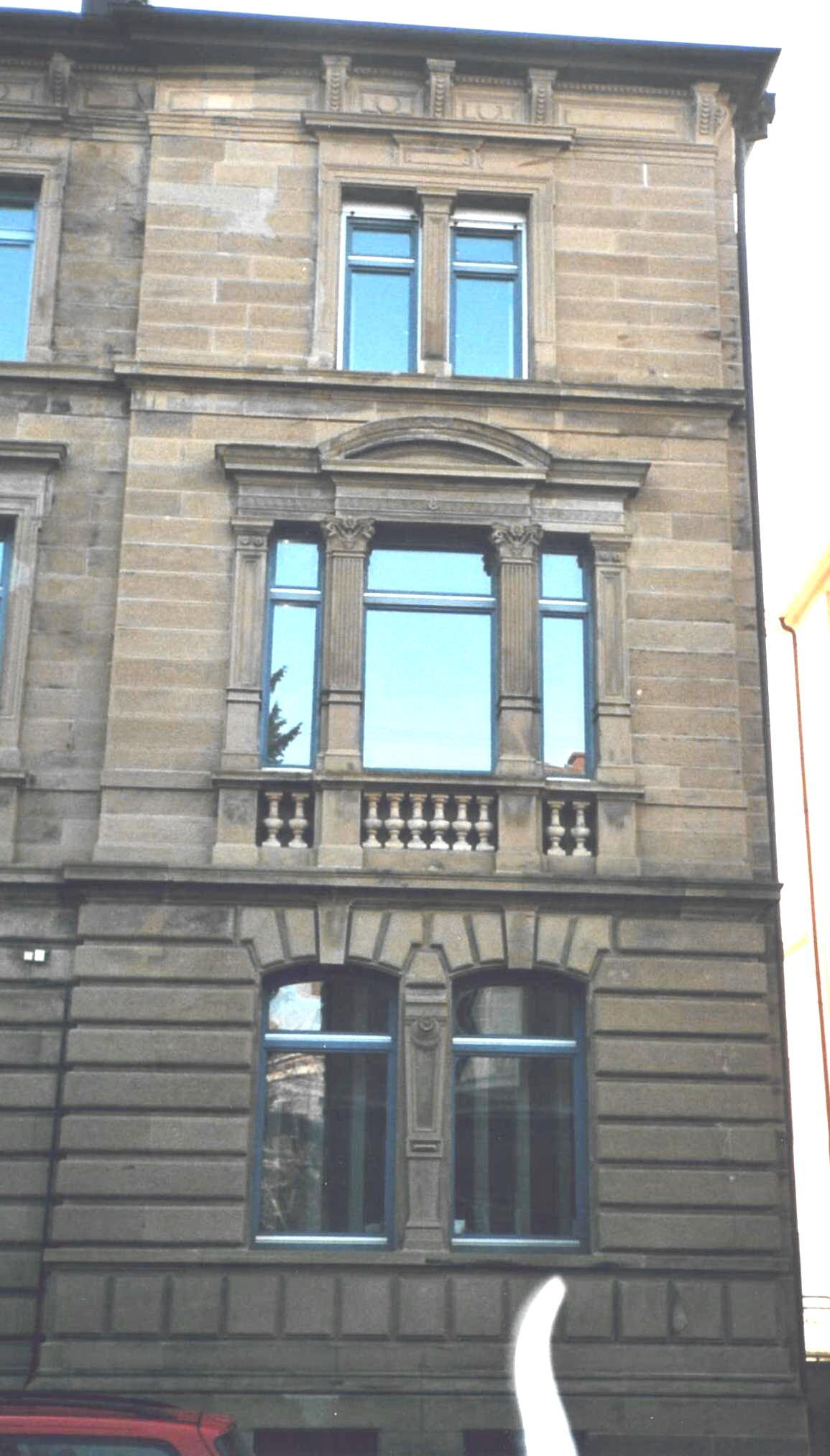
Vertikale: Seitenrisalit rechts

Der dreigeschossige Werksteinbau wird durch zwei Seitenrisalite optisch aufgeteilt, die laut Denkmaltopographie „kunsthandwerklich und gestalterisch betont“ sind.
Im ersten Obergeschoss der beiden Seitenrisalite befinden sich Drillingsfenster mit „aufwändiger Fensterrahmung mit eingestellten Balustern und Pilastern“. So ist die Brüstung der zu Dreier-Gruppen zusammengefassten Fenster mit Balustern ausgestattet worden. Die beiden Pfosten, die die Dreier-Fenstergruppe unterteilen, wurden als Pilaster ausgestaltet.
Diese Fenstergruppen sind laut Denkmaltopographie „übergiebelt und mit profilierten Fensterverdachungen“ versehen worden. So befindet sich über dem mittigen Fenster der Dreier-Fenstergruppe ein segmentbogenartiger Ziergiebel, während die beiden anderen das mittige Fenster flankierende Fenster, ein schlichtes Gesims als Fensterverdachungen aufweisen.
Mittelachse

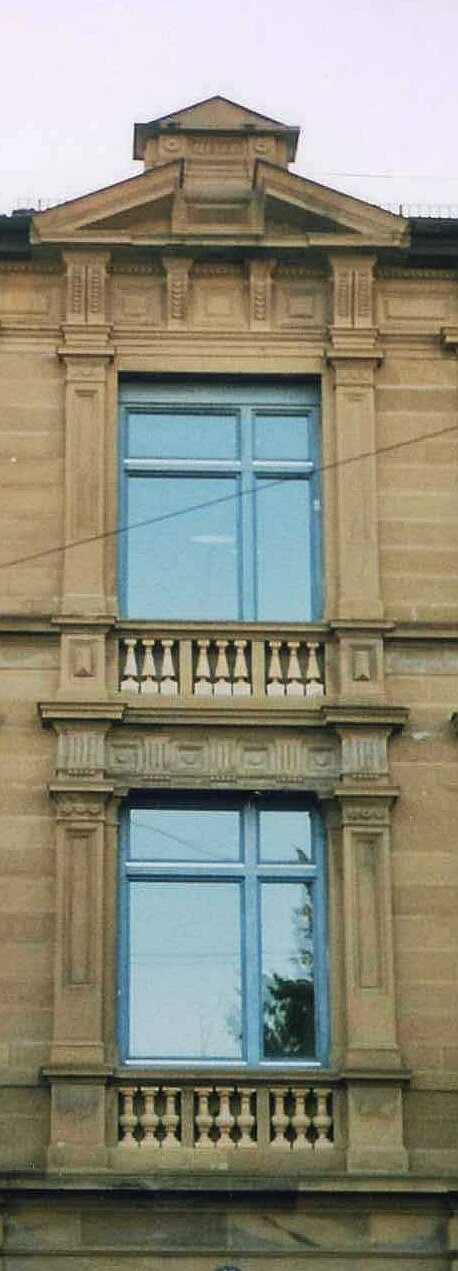
Vertikale: Mittelachse mit gesprengtem Ziergiebel als oberem Abschluss

In der Mitte der beiden Wohnhäuser befindet sich ein Doppeleingang mit Oberlicht. Der Doppeleingang besteht aus „ornamentierten Haustüren“ und führt ins Treppenhaus mit Mosaikfußboden und gedrechselten Balustern. Über das Treppenhaus gelangt man zu den einzelnen Wohnungen mit „gefelderten Wohnungstüren“.
Die Mittelachse verfügt nicht nur über den erwähnten Eingang, sondern wurde laut Denkmaltopographie „kunsthandwerklich und gestalterisch betont“. Über dem Haupteingang sind Fenster mit eingestellten Balustern sowohl im ersten, als auch im zweiten Obergeschoss zu sehen. Als oberer Abschluss der Mittelachse wurde ein gesprengter Ziergiebel angebracht.

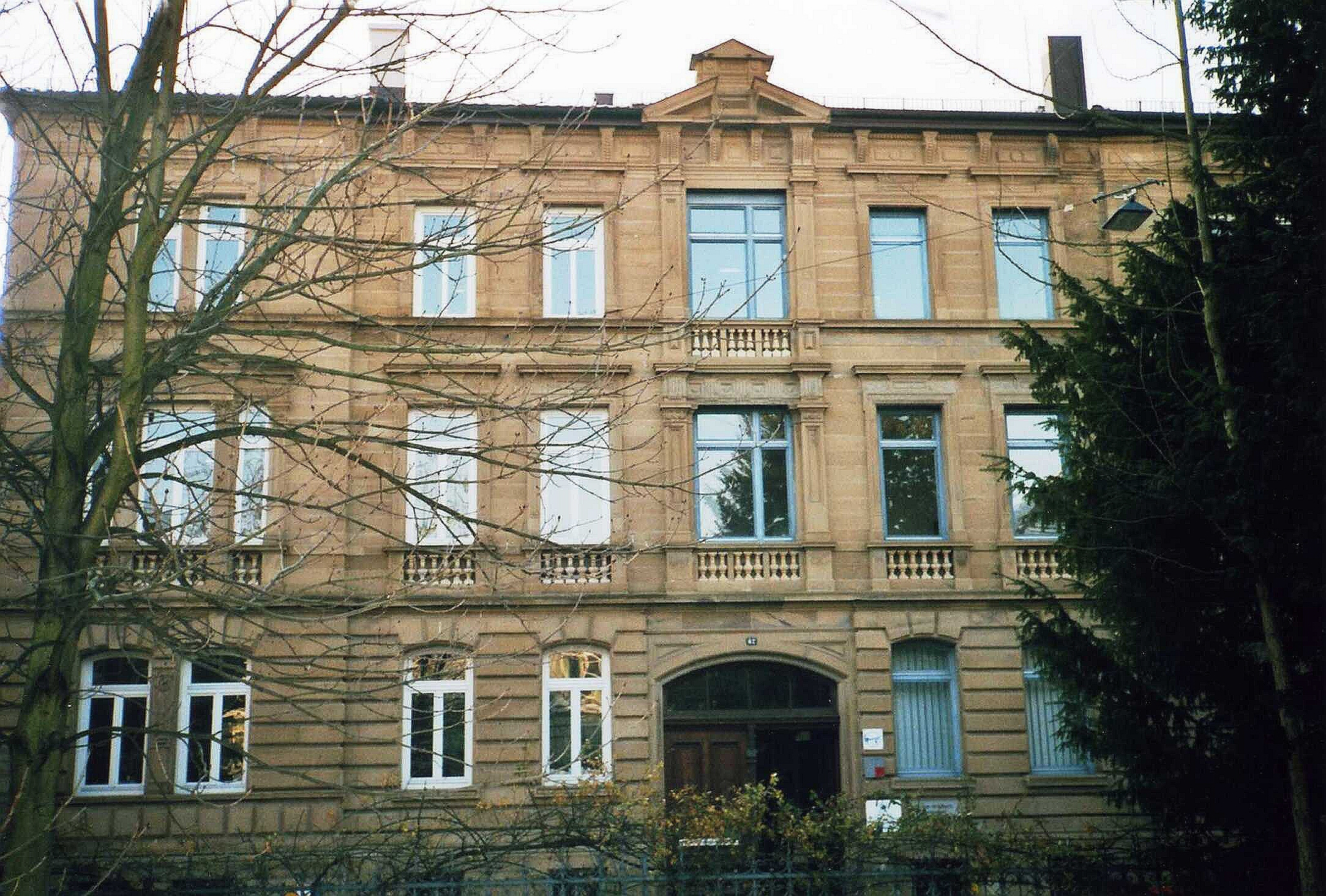
Detail: Mittelachse mit Doppeleingang
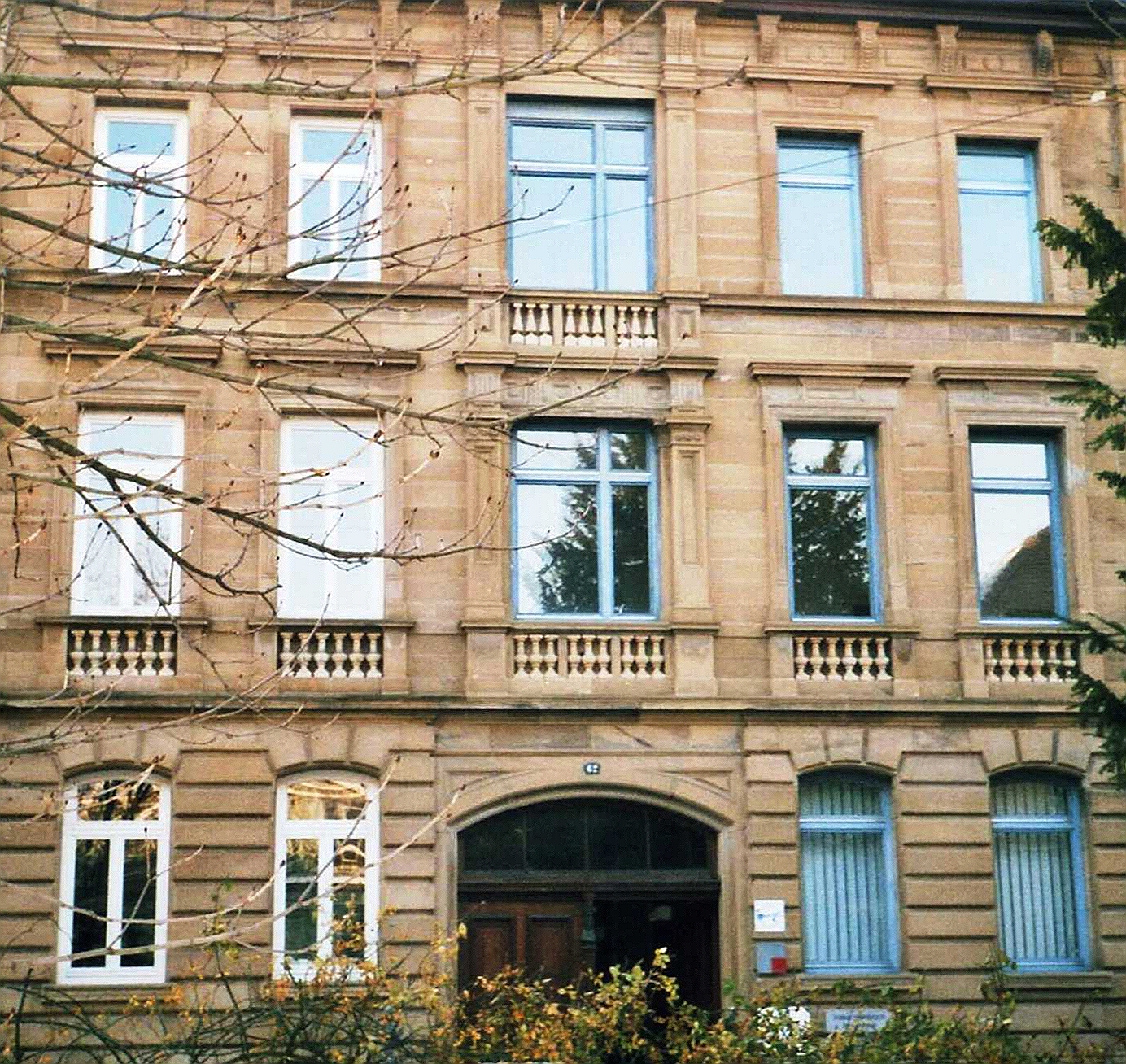
Doppeleingang mit Oberlicht

## Kunstgeschichtliche Bedeutung
Das im Jahre 1875 durch den Werkmeister Christian Zillhardt erbaute Doppelwohnhaus ist ein Beispiel für ein Wohngebäude „für höhere Ansprüche“, wobei laut Denkmaltopographie die vertikalen Achsen, also die Seitenrisalite und die Mittelachse „kunsthandwerklich und gestalterisch betont“ sind. Das Gebäude zählt zu den wenigen erhaltenen Zeugnissen der Baukunst mit „anspruchsvoller“ Gestaltung der Fassade im Stil der historistischen Neorenaissance und wurde deswegen unter Denkmalschutz gestellt.